# Пухляки (Минский район)
Пухляки (бел. Пухлякі́) — деревня в Минском районе Минской области Республики Беларусь. В составе Шершунского сельсовета.

## География
Пролегает дорога Н8964.
Ближайшие населённые пункты Головачи, Новый Двор, Рогово и др.

### Гидрография
Река Гуйка.

## История
В 1905 году в Радошковской волости Вилейского уезда Виленской губернии.

## Население

### Численность
- 2009 год — 40 человек

### Динамика
- 1905 год — 165 человек (77 муж. и 88 жен.)[2]
- 1999 год — 50 человек (перепись населения)
- 2009 год — 40 человек (перепись населения)[2]